# محوطه گورستان کهنه قلعه
محوطه قبرستان کهنه قلعه مربوط به عصر مفرغ - عصر آهن است و در شهرستان مانه و سملقان، بخش مانه، دهستان اترک، ۱ کیلومتری جنوب غربی روستای کیکانلو واقع شده و این اثر در تاریخ ۱۵ دی ۱۳۸۷ با شمارهٔ ثبت ۲۴۲۲۸ به‌عنوان یکی از آثار ملی ایران به ثبت رسیده است.